# Клаудио
Клаудио (порт. Claudio; полное имя — Луис Клаудио Карвалью да Силва, порт. Luís Cláudio Carvalho da Silva родился 22 марта 1987, Жагуарари, штат Баия, Бразилия) — бразильский футболист, нападающий клуба «Аль-Нахда» и экс-игрок юношеской национальной сборной Бразилии. Финалист чемпионата мира среди юношеских команд 2005 года.

## Биография
Клаудио родился в муниципалитет Жагуарари, штат Баия. Луис начал свою карьеру в известном клубе «Палмейрас», как Хосе Клаудио Карвалью Сильва, с ложной датой рождения (28 июля 1989). Он подписал свой первый профессиональный контракт с клубом в августе 2005 года, сроком до июня 2009 года. Во второй половине 2007 года Клаудио был отдан в аренду в клуб «Жувентуде», играющем в бразильской Серии А. Но после того, как его ложный возраст был раскрыт, аренда была приостановлена. В июне 2008 года, он продлил контракт с «Палмейрас» еще на один год. Позже, в том же году, он был отдан в аренду в клуб Серии B — «Марилия». В течение года, в сентябре 2008 года, он сыграл две игры в национальной лиге, 17 октября и 28 октября соответственно. Кроме того, он играл за команду в 2009 году, в лиге Паулиста.
В июле 2009 года шведская команда «Хаммарбю» подписал с ним контракт на оставшуюся часть сезона. В конце сезона, клуб закончил чемпионат на 16-м месте, и покинул Аллсвенскан.
В феврале 2010 года он покинул «Палмейрас». Он был подписан клубом «Гремио Бразил» в июне 2010 года, но в чемпионате, так и не сыграл. Он покинул команду в сентябре, после того, как «Гремио Бразил» не смогла претендовать на второй тур чемпионата.

## Международная карьера
Кладио сыграл за юношескую сборную Бразилии 3 матча, в 2005 году на чемпионате мира по футболу среди юношеских команд. Команда стала финалистом турнира.